# Samurai 7
Samuraï 7 (サムライセブン, Samurai Sebun) est un anime sorti en 2004 basé sur le film d'Akira Kurosawa Les Sept Samouraïs. La série a été dirigée par Toshifumi Takizawa et produite par Shōji Murahama pour le studio Gonzo. Il y a 26 épisodes, chacun ayant coûté environ 32 500 000 ¥ (220 000 €) à produire. La série est sortie au format DVD à partir de novembre 2005 chez Asian Star.

## Synopsis
Kanna est un village chaleureux producteur de riz. Chaque année durant la moisson, d'immenses robots mécaniques, connus sous le nom de Nobuseri, viennent et volent presque tout le riz produit. Ils deviennent de plus en plus exigeants, et prennent maintenant aussi les femmes et les enfants.
Le sage de Kanna a déclaré que pour protéger le village ils doivent engager des samouraïs. Cependant, ils n'ont aucun argent et donc doivent trouver des samouraïs qui acceptent comme offre tout le riz qu'ils peuvent manger. Il envoie trois villageois à la ville pour commencer les recherches. Et ainsi commence le voyage...

## Personnages

### Villageois
KiraraUne Mikumari ("sourcière" / "prêtresse des eaux") du village de Kanna. Elle décide de partir aider Rikichi à trouver les samouraïs. Elle possède une eau spéciale dans son collier qui lui permet de détecter l'afflux d'eau souterraine. De plus, le collier brille lorsqu'un samouraï au cœur pur est proche.
KomachiLa sœur de Kirara qui suit celle-ci afin de découvrir la ville ainsi que d'aider à localiser les samouraïs. Elle se lie d'amitié avec Kikuchiyo.
RikichiUn paysan du village de Kanna qui est le premier à bien vouloir fouiller la ville à la recherche de samouraïs. Sa femme a été enlevée lors d'un précédent raid des Nobuseri.
- Rikichi provient du film (bien qu'il y ait quelques différences avec la version animé); Kirara et Komachi sont de nouveaux personnages.

### Samuraïs
Tous les samouraïs proviennent du film original, et ils ont gardé la base de leur personnalité. Quelques changements sont apparus afin de bien les insérer dans le nouvel environnement de l'histoire. Aussi, la plupart de l'intrigue suivant la première bataille contre les Nobuseri est complètement nouvelle et non tirée du film.
1. Kambei Shimada : Le plus sage des sept samouraïs. Il assume le commandement et met au point les plans pour défendre le village. Il est brave, fort, et possède une sagesse acquise pendant des années lors de nombreuses batailles qu'il a menées. Cependant tous les combats auxquels il a participé étaient des batailles perdantes, et Kambei vit dans l'ombre de son passé douloureux. Il utilise un katana stylisé, bien qu'occasionnellement il utilise deux épées.
2. Gorobei Katayama : Un samouraï compétent qui a continué de vivre en divertissant la foule. Grâce à ses compétences de combat, son habileté en acrobatie (parmi celles-ci l'habilité de saisir des flèches au vol et esquiver d'autres attaques) Kambei en fait son bras droit pendant la défense du village. Gorobei est l'un des personnages au cœur léger de l'animé, souvent de bonne humeur même dans des situations dangereuses ou sérieuses. Il admet que mourir est perdre et vivre est gagner.
3. Heihachi Hayashida : Un samouraï enjoué qui préfère la nourriture au combat. Pendant la Grande Guerre, il évite le combat en prenant la position d'un ingénieur et depuis coupe du bois pour se nourrir. Il est très utile aux autres samouraïs comme mécanicien. Il aime le riz plus que quiconque de la série et peut dire d'où il provient par le goût.
4. Shichiroji : L'ancien frère d'arme de Kambei. Ils ont combattu dans la Grande Guerre et sont devenus les meilleurs amis. Il quitte temporairement ses affaires d'après-guerre, et sa compagne, pour se joindre à Kambei dans le combat une nouvelle fois. À l'opposé des autres samouraïs, Shichiroji n'utilise pas un katana, mais préfère une lance. Il a une prothèse de la main gauche qui est capable de lancer un grappin. Il est souvent fautivement appelé Momotaro, du conte traditionnel japonais, puisqu'il a été trouvé par sa compagne gravement blessé après une bataille, flottant dans la rivière à l'intérieur d'une capsule.
5. Katsushiro Okamoto : Un jeune samouraï qui, avant de combattre pour le village Kanna, n'a jamais été dans une vraie bataille, mais a toujours cru en l'honneur du code samouraï. Il souhaite devenir l'élève de Kambei, et promet de protéger Kirara à n'importe quel prix. Il apprécie Kirara mais semble mal comprendre les sentiments de celle-ci pour lui.
6. Kyuzo : Un homme blond mystérieux qui porte un habit rouge écarlate. Il travaille comme garde du corps pour Ayamaro. Kyuzo manie deux lames qui prennent place dans un fourreau sur son dos, et a des compétences égalant, voire surpassant, celle de Kambei. Il souhaite défier Kambei dans un duel à mort.
7. Kikuchiyo : Un robot, autrefois un homme, qui a payé pour avoir un corps forgé dans un exosquelette mécanique, similaire aux Nobuseri. Il est souvent perçu comme un clown ou un boulet ; il s'emporte facilement et cause souvent des problèmes. Il porte la plus grande des épées, qui peut aussi servir de tronçonneuse. C'est un personnage très sympathique, ayant littéralement donné sa chair pour devenir un samouraï. Il est surtout apprécié de la petite Komachi.

## Doublage
|                    | Japonais        | Français            |
| ------------------ | --------------- | ------------------- |
| Kirara Mikumari    | Fumiko Orikasa  | Véronique Fyon      |
| Komachi Mikumari   | Chiwa Saito     | Marielle Ostrowski  |
| Rikichi            | Tadahisa Saizen | David Manet         |
| Kambei Shimada     | Masaki Terasoma | Arnaud Léonard      |
| Gorobei Katayama   | Tetsu Inada     | Jean-Marc Delhausse |
| Heihachi Hayashida | Junji Inukai    | Bruno Mullenaerts   |
| Shichiroji         | Tohru Kusano    | Eddy Mathieu        |
| Katsushiro Okamoto | Romi Park       | Stéphane Flamand    |
| Kyuzo              | Shinichiro Miki | Mathieu Moreau      |
| Kikuchiyo          | Kuwata Kong     | Michel Hinderyckx   |

## Génériques
Le générique d'ouverture "Unlimited" est chanté par Nanase Aikawa tandis que le générique de fermeture "Fuhen" est chanté par Rin.